# Apanthura forceps
Apanthura forceps là một loài chân đều trong họ Anthuridae. Loài này được Negoescu & Brandt miêu tả khoa học năm 2001.